# Zheng Lihui
Zheng Lihui (chinesisch 鄭李輝, Pinyin Zhèng Lǐhuī; * 4. Mai 1978 in Xiantao) ist ein ehemaliger chinesischer Kunstturner.

## Karriere
Zheng wurde 1996 und 1998 chinesischer Meister im Mannschaftsmehrkampf, 1999 erreichte er in dieser Disziplin den zweiten Platz. Bei der Universiade 1997 gewann er Gold im Einzel- und Mannschaftsmehrkampf sowie Silber am Reck. Zwei Jahre später holte er Bronze im Mannschaftswettbewerb der Universiade, 2001 folgten Gold mit dem Team und Bronze am Boden.
Bei den Olympischen Spielen 2000 in Sydney wurde Zheng mit der chinesischen Mannschaft Olympiasieger im Mannschaftsmehrkampf. Im Einzelmehrkampf erreichte er Rang 9.